# Patter song
Ein Patter song (engl. etwa „Plapper-Lied“) ist ein Lied, das dadurch gekennzeichnet ist, dass möglichst viele Wörter in möglichst kurzer Zeit gesungen werden. Dies wird durch die Musik entsprechend unterstützt, indem jede Gesangssilbe einem eigenen Ton entspricht und das Metrum häufig in Achtel- oder Sechzehntelnoten verläuft. Patter songs haben meist eine komische Wirkung und werden daher auch häufig in komischen Situationen verwendet.
Bereits Komponisten wie Alessandro Scarlatti ließen diese Technik vorausahnen (etwa das Duett Non ti voglio aus Tiberio imperatore d’Oriente, 1702). Gebräuchlich wurden Patter songs jedoch erst ab dem 18. Jahrhundert, als Komponisten Buffo-Soli einführten, darunter Bartolos Arie La vendetta aus Mozarts Le nozze di Figaro, Akt 1, Szene III. Zu den berühmtesten Beispielen zählt sicher auch das Finale der Cavatine Largo al factotum aus  Rossinis Barbier von Sevilla. Weitere Beispiele finden sich in den Werken von Logroscino, Piccinni, Paisiello, Haydn und Donizetti.
Im englischen Sprachraum sind besonders die Patter songs aus Gilbert und Sullivans komischen Opern bekannt, darunter I am the very model of a modern major-general aus Die Piraten von Penzance sowie das Trio My eyes are fully open aus Ruddigore. Letzteres enthält folgende Zeilen:
this particularly rapid, unintelligible patter
isn’t generally heard and if it is it doesn’t matter.
Im Jahr 1941 fand Ira Gershwin in Kurt Weills Musical Lady in the Dark Verwendung für seine in Studentenzeiten geschriebene Auflistung von fünfzig russischen Komponistennamen, für die Danny Kaye weniger als eine Minute brauchte, um sie zu singen. Aus neuerer Zeit ist z. B. Professor Ambronsius’ Lied Wahrheit aus dem Musical Tanz der Vampire zu nennen.